# مركب فسفور عضوي
مركبات الفسفور العضوية هي مركبات عضوية تحوي على الفوسفور في تركيبها. تعد بعض هذه المركبات ذات سمّيّة مرتفعة؛ لذلك تدخل في صناعة المبيدات الحشرية.
تدرس كيمياء الفسفور العضوية خواص وطرق تحضير مركبات الفوسفور العضوية. بما أن الفسفور يقع في  المجموعة الرئيسية الخامسة في الجدول الدوري، فإن مركبات الفسفور العضوية شبيهة إلى حد ما بمركبات النتروجين العضوية.
يتم التمييز في مركبات الفسفور العضوية بين المركبات التي تحوي رابطة كيميائية بين ذرات الفسفور والكربون وبين التي لا تحويها. يندرج ضمن الصنف الأول عدد من المركبات مثل مشتقات الفوسفانات العضوية والفوسفينوكسيدات (R3PO) وكذلك ألكيلات حمض الهيبوفوسفوروز ((R2PO(OH) وألكيلات حمض الفوسفوروز (R-PO(OH)2)؛ أما الصنف الثاني فهو عبارة عن إسترات أحماض الفوسفينات و الفوسفونات من الأمثلة على مركبات الفوسفور العضوية كل من ثلاثي فينيل الفوسفين وثنائي كلورو فينيل الفوسفين وثلاثي فينيل الفوسفيت وثلاثي فينيل الفوسفات، وكذلك الإيليدات الفوسفوريلية، وهذه المركبات ذات دور مهم في تفاعلات عضوية عدة منها تفاعل فيتيغ.
تعد مركبات الفوسفات العضوية ذات أهمية في الكيمياء الحيوية؛ إذ توجد هذه المركبات في العديد من المركبات الكيميائية الحيوية المهمة بما فيها الحمض النووي الريبوزي منقوص الأكسجين (DNA) والحمض النووي الريبوزي (RNA)، بالإضافة إلى العوامل المرافقة (أو المتمّمة)، والتي لها دور أساسي في استمرار الحياة. من الأمثلة المهمة الأخرى كل من فوسفات الأدينوسين الأحادية (AMP) والثنائية (ADP) والثلاثية (ATP)؛ وكذلك فوسفات الغوانوسين الأحادية (GMP) ووالثنائية (GDP) والثلاثية (GTP)؛ بالإضافة إلى الدهون الفوسفورية (فوسفورليبيدات).

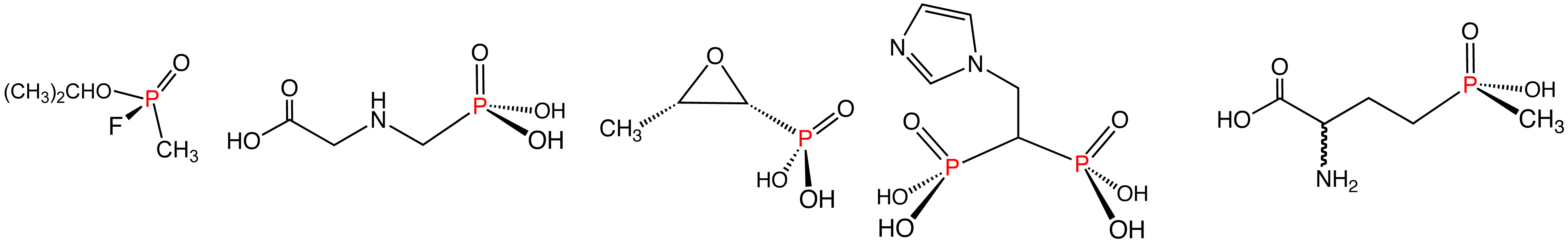
أمثلة على بنية بعض مركبات الفوسفور العضوية